# Propiedad horizontal (España)
La propiedad horizontal en España es una modalidad de la propiedad inmobiliaria, cuyo estatuto jurídico exige a los comuneros la tenencia simultánea, dentro del conjunto de la misma división de, al menos, un elemento privativo exclusivo y otro elemento común compartido, en cuanto a su uso a modo de comunidad germánica (sin distinguir individualidades), y en cuanto al sostenimiento de los costes, a modo de comunidad romana (por cuotas individualizadas).

## Estatuto de los inmuebles en régimen de propiedad horizontal
El art. 396 Archivado el 28 de septiembre de 2013 en Wayback Machine. del Código Civil español, en su primitiva redacción, estableció, para las casas divididas por pisos, un sistema de comunidad ordinaria para la contribución a los gastos comunes. Ahora, en su nueva redacción, el art. 396 del Código Civil Archivado el 28 de septiembre de 2013 en Wayback Machine., para las casas divididas por pisos, distingue y combina dos tipos de derechos: (1) un derecho de propiedad singular y exclusivo, sobre cada departamento (piso, local, oficina, etc), y (2) un derecho de propiedad colectivo, inseparable e inalienable, sobre el conjunto de los elementos comunes.
Esta propiedad común inalienable es lo que caracteriza el estatuto de la propiedad horizontal.
El régimen de propiedad horizontal se deberá constituir ante notario mediante escritura pública, por el propietario único, o por los distintos propietarios comuneros, siempre que aglutinen el dominio del 100 por cien de la totalidad de la finca.
Desde ese instante nace la obligación de abrir y seguir un libro de actas, en el cual se transcribirán los acuerdos adoptados en las juntas de propietarios que deberán celebrarse, al menos, una vez cada año, y a nombrar la representación de la comunidad delegada al menos en un presidente.

## Inscripción de la propiedad horizontal en el Registro de la propiedad
En tres formas puede inscribirse la propiedad horizontal en el Registro de la propiedad: (1) unidad de folio real, (2) pluralidad de folios reales, y (3) sistema mixto.
- Sistema de unidad de folio: Se inscribirá en y como una sola finca el conjunto de los departamentos de uso individual como los elementos en propiedad común.
- Sistema de pluralidad de folios: Se abrirá una finca registral para los elementos comunes que integran la propiedad colectiva y además tantas otras fincas registrales como departamentos susceptibles de propiedad individual, haciendo constar en cada una de ellas la cuota de participación en el sostenimiento de la propiedad común.
- Sistema mixto: Hoy en desuso, era potestativo. Los departamentos independientes podían inscribirse, algunos o varios en el folio de la finca matriz y los demás en folios independientes, abriendo fincas registrales propias y distintas de la matriz del título constitutivo de la propiedad horizontal.
Con carácter general, la ley exige (arts. 5 Archivado el 29 de enero de 2013 en Wayback Machine. y 8.4 Archivado el 29 de enero de 2013 en Wayback Machine. de la Ley de Propiedad Horizontal Archivado el 27 de septiembre de 2013 en Wayback Machine.) que consten inscrito lo siguiente: (1) las cuotas de participación en la propiedad común de los distintos componentes individuales, y (2) los estatutos.